# V-motor

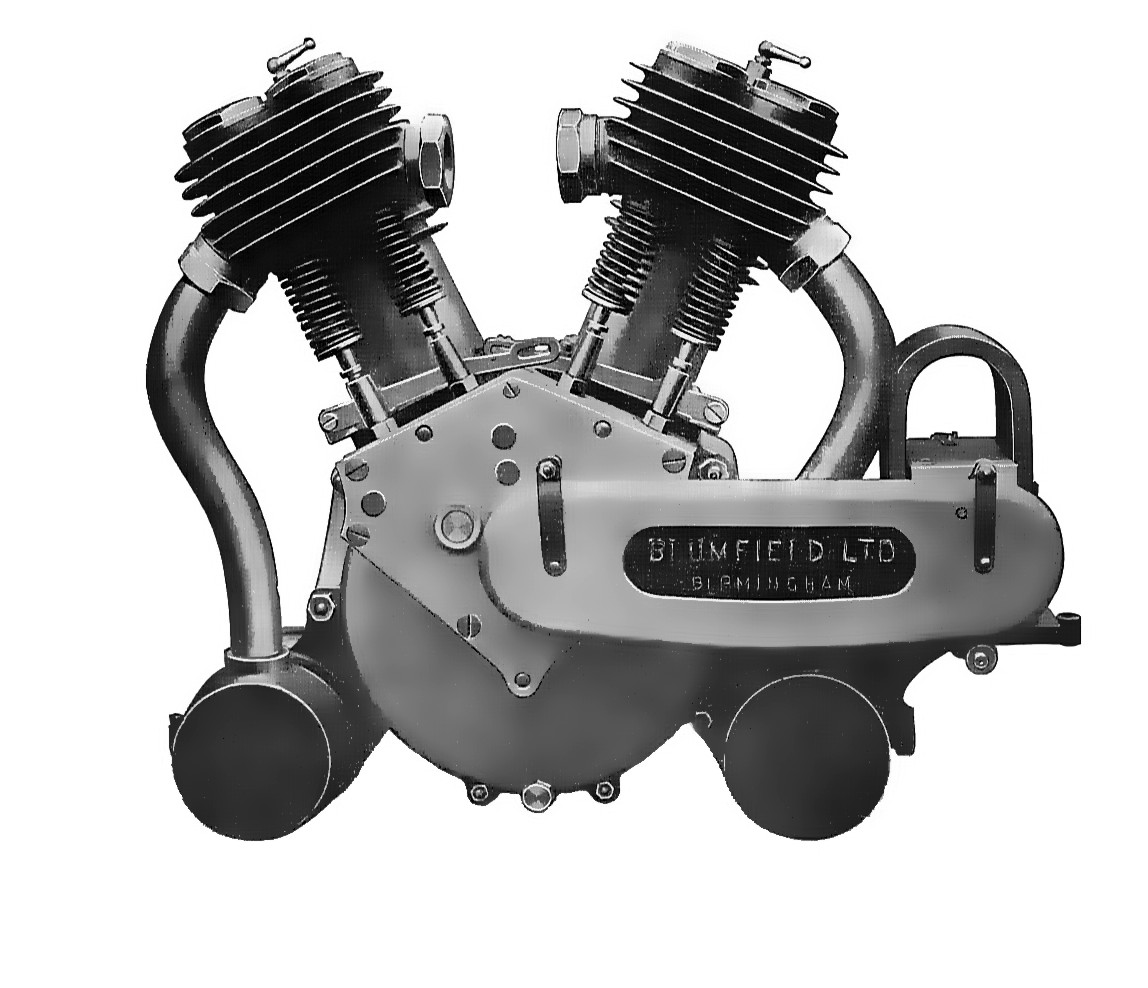
A képen egy korai brit motorkerékpár V-motoros formációja látható.

A motorok három típusa: a — Soros motor, b — V-motor, c — VR6-motor

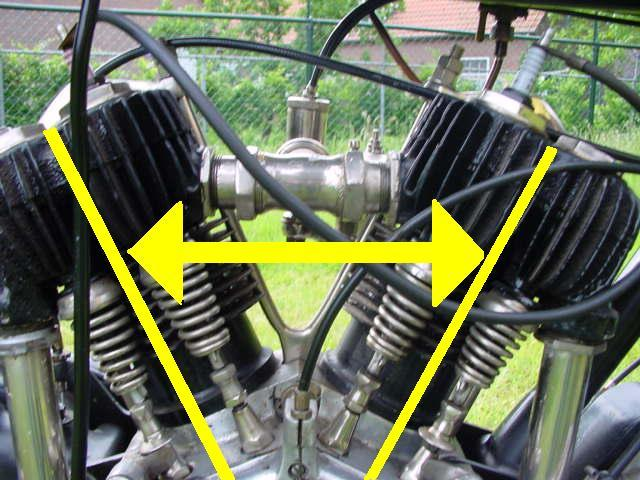
A sárga vonalak mutatják a V-motor szögét.

A V-motor (Vee-motor) a belső égésű motorok gyakori fajtája. A hengerek és a dugattyúk nem csak egy, hanem két különálló sorban helyezkednek el, és a főtengelyre nézve szöget zárnak be egymással, mely szög nagyságából adódóan leginkább egy V-re hasonlít. A V formáció egyaránt csökkenti a motor hosszát, magasságát és súlyát is egy azonos hengerszámú soros motorral szemben.
1896-ban Karl Benz szabadalmaztatta az első belső égésű motort horizontálisan ellentétes irányba dolgozó dugattyúkkal, azaz a két dugattyú egymással 180°-os szöget zárt be. Érdekessége az volt, hogy egy forgattyúcsapra két hajtórúd csatlakozott. Nem tévesztendő össze a boxermotorokkal, ahol ugyan a szomszédos hengerek 180 fokkal el vannak forgatva, viszont minden henger egy-egy forgattyúcsapon osztozik. Másrészt néhány V-ikermotor a megszokottól eltérően két forgattyúcsappal rendelkezik.
A V-motorok szögét a dugattyúk száma határozza meg. A szögtől függ mind a munkavégző képesség, mind a stabilitás. Nagyon kis szög esetén a V-motor kombinálja a saját, és a soros motor előnyeit és hátrányait egyaránt. Ezt a koncepciót eredetileg a Lancia alkalmazta, napjainkban a Volkswagen-csoport termékeiben találkozhatunk hasonlóval.
A tömegkiegyenlítés a motorok alapvető problémája, különösen kis hengerszám esetén. A mozgó tömegek ellensúlyokkal teljes egészében kiegyenlíthetők. V6-os, vagy annál nagyobb motoroknál a tömegkiegyenlítése nem szokott problémát okozni, mivel a mozgó tömegek egymással szemben (is) fejtenek ki tömegerőt.
A legtöbb V-motor rendkívül jól kiegyensúlyozott és járásuk sima, viszont vannak olyanok is, melyek járása nem simább, mint a velük azonos hengerszámú soros motoroké. A V10-es és a V8-as motorok esetén a kiegyensúlyozást a főtengelyen elhelyezett ellensúllyal oldják meg. A V12-es motor valójában két soros 6-hengeres motor kombinációjaként is felfogható. Ennek a motornak a legjobb a tömegkiegyenlítése a többi V-motorral szemben. A V2, V4, V6, V8, és V10, V12, V16 fokozott vibrációt mutat, és gyakran igényel balansz tengelyt.

## Típusai
Gyakran jelölik a V motorokat a következőképpen: "V#" ( ahol a # a hengerek számát jelöli )
- V-ikermotor
- V3 - Csak a Honda MVX250F-ben
- V4
- V5
- V6
- V8
- V10
- V12
- V16
- V18 - Liebherr T 282B Cummins"QSK 78" 78L/3500PS motor.
- V20
- V24